# Buffonellaria divergens
Buffonellaria divergens är en mossdjursart som först beskrevs av Smitt 1873.  Buffonellaria divergens ingår i släktet Buffonellaria och familjen Celleporidae. Inga underarter finns listade i Catalogue of Life.